# جون تريسي
جون تريسي (بالإنجليزية: John Tracy) هو قاضي ومحامي وسياسي أمريكي، ولد في 26 أكتوبر 1783 في نورويتش في الولايات المتحدة، وتوفي في 18 يونيو 1864 في مقاطعة تشينانغو في الولايات المتحدة. حزبياً، نشط في الحزب الجمهوري الديمقراطي. وقد انتخب عضو جمعية ولاية نيويورك.